# Salomea Ostrowska
Salomea Ostrowska – członkini grupy Oneg Szabat w getcie warszawskim.

## Życiorys
Należy do członków grupy Oneg Szabat, o których wiadomo współcześnie najmniej. Nie wiadomo skąd pochodziła i w jaki sposób trafiła do grupy Oneg Szabat. W getcie warszawskim mieszkała przy ul. Ogrodowej 27. Działała w patronacie kwarantanny przy ul. Leszno 109/111. Do konspiracyjnego archiwum getta tworzyła opracowania oraz spisywała relacje. Pisała w języku polskim, charakterystycznym, starannym pismem, a teksty sygnowała pełnym nazwiskiem. Za swoją pracę otrzymywała niewielkie wynagrodzenie. Była autorką opracowania pt. Kwarantanna Leszno 109/111. Wraz z Herszem Wasserem i dwiema innymi osobami brała udział w spisywaniu relacji byłych więźniów obozu dla przesiedleńców w Pomiechówku (Fort III Twierdzy Modlin). Opierając się na 18 wywiadach, napisała tekst pt. Obóz śmierci – Pomiechówek. Za jej sprawą do zbiorów Oneg Szabat trafiły także relacje dotyczące okresu polskiej wojny obronnej z września 1939 oraz relacje Żydów uciekających do Warszawy z gett na wschodzie. 
W Księdze kasowej grupy Oneg Szabat Salomea Ostrowska figuruje po raz ostatni 12 lipca 1942 roku. Okoliczności jej śmierci nie są znane.